# Battista Lena

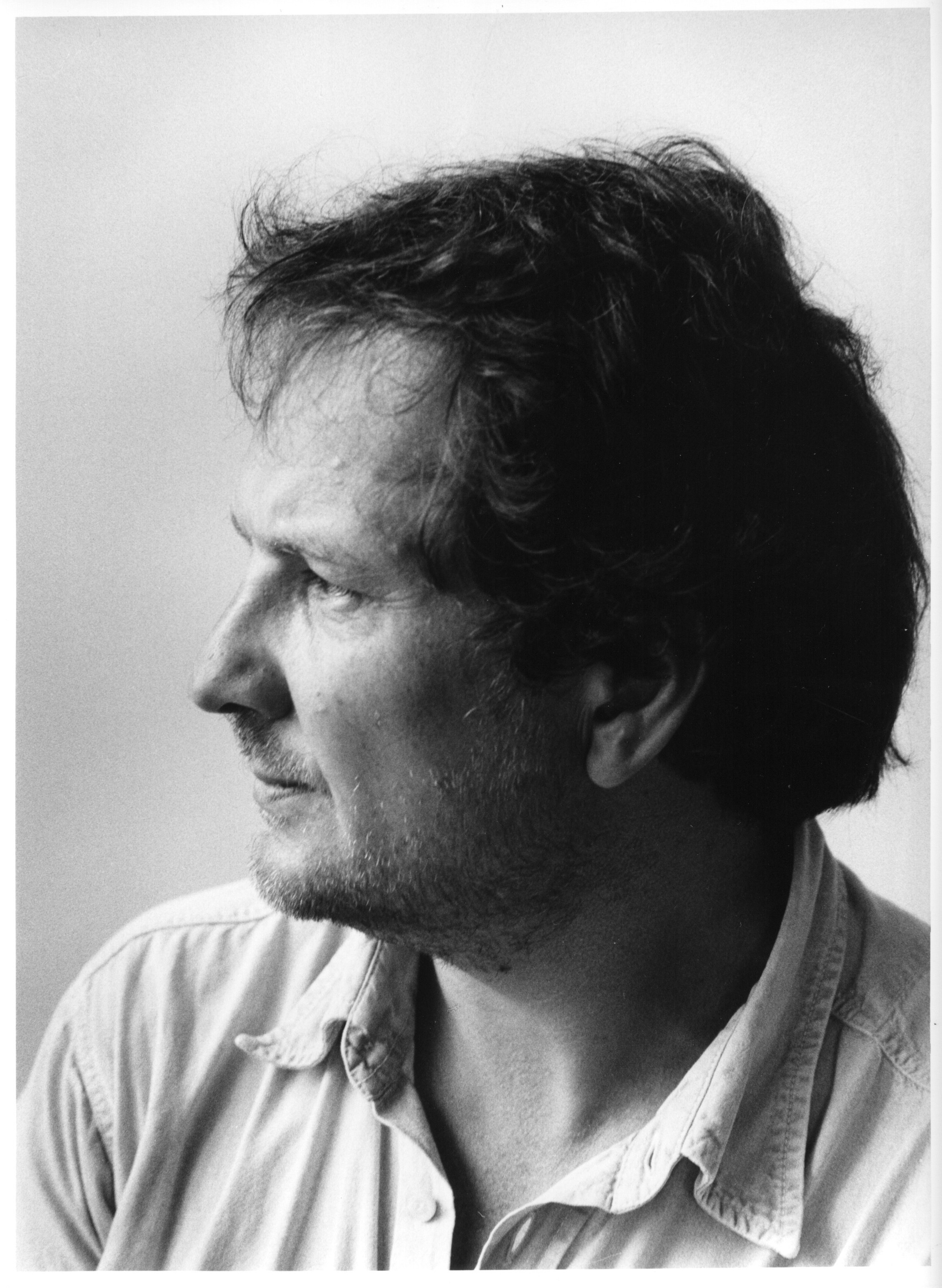
Battista Lena

Battista Lena (* 8. Juni 1960 in Viareggio) ist ein italienischer Jazzgitarrist, der auch als Komponist von Filmmusik und großformatigen Werken in Erscheinung getreten ist.

## Leben und Wirken
Lena begann 1980 seine Karriere als professioneller Musiker. Seit 1985 trat er mit dem Schlagzeuger Roberto Gatto auf, mit dem er fünf Alben aufgenommen hat (z. T. mit John Scofield). Von 1991 bis 1996 war er Mitglied des Quartetts von Enrico Rava und war an dessen Album Rava l'opera va(1984) beteiligt. Auch spielte er auf mehreren Europatourneen mit Palle Danielsson und Jon Christensen.
1997 spielte er für sein Projekt Banda Sonora mit 56 Musikern der Banda Buenaventura Somma de Chianciano Terme und einem Jazzsextett neun Kompositionen ein, die ähnlich den Werken von Nino Rota konzipiert sind. Das Album erhielt zahlreiche positive Kritiken, etwa durch das Magazin Jazzman. Ein Dokumentarfilm über das Projekt wurde bei RAI 1999 gezeigt: La Strana Storia Di Banda Sonora.
Zu Gedichten von Marco Lodolli schrieb er 2005 seine I Cosmonauti Russi, die sich zwischen Jazz, Bandamusik, Futurismus und musikalisch untermalter expressiver Lyrik bewegen. Dieses Werk wurde mit dem Harmonieorchester von Amiens aufgeführt.
Er hat auch mit Daniel Humair, Billy Cobham und Richard Galliano gearbeitet.
2008 hat die WDR Big Band Köln einige seiner Kompositionen eingespielt. Er hat auch mit Gabriele Mirabassi, Enzo Pietropaoli aufgenommen. Wie auf europäischen Festivals ist er auch auf dem Festival International de Jazz de Montréal und den großen chinesischen Festivals aufgetreten.
Daneben ist Lena auch als Filmkomponist in Erscheinung getreten. Insbesondere für die italienische Filmregisseurin Francesca Archibugi, mit der er verheiratet ist, hat er zahlreiche Filmmusiken verfasst. Als Gitarrist und als Filmkomponist hat er mehrere Meisterklassen abgehalten, etwa beim Strade del Cinema von Aosta.

## Preise und Auszeichnungen
Seine Musik für den Spielfilm El día de la bestia de Álex de la Iglesia wurde 1996 für den Premio Goya für die beste Filmmusik nominiert. Seine Musik zu Ovosodo (Paolo Virzì, 1997) erhielt auf den Filmfestspielen von Venedig den Großen Spezialpreis der Jury und einen Kleinen goldenen Löwen.

## Diskographische Hinweise
- Banda Sonora (mit Enrico Rava, Gabriele Mirabassi, Gianni Coscia, Enzo Pietropaoli, Marcello Di Leonardo u. a.), Label Bleu, 1996
- Con Gli Occhi Chiusi, BMG, 1998
- Mille Corde (mit Paolo Fresu, Gianni Coscia, Gabriele Mirabassi, Enzo Pietropaoli und einem Mandolinenorchester), Egea, 1999
- L’Albero Delle Pere, Cam, 1999
- Domani, Cam, 2001
- Il Cosmonauti Russi (mit Gianmaria Testa, Maria Pia De Vito, Arthur H, Rokia Traoré, Enrico Rava, Gabriele Mirabassi, Luciano Biondini, Enzo Pietropaoli u. a.), Label Bleu, 2003
- Come Una Volta, Egea, 2004
- Battista Lena Plays, Via Veneto Jazz, VVJ-028, 2009
- Turn Out the Stars (mit Andrea Ambrosi, Giovanni Paolo Liguori), 2021

## Filmographie
- 1989: Die französische Cousine (Mignon è partita)
- 1991: Am Ende des Tages (Verso sera)
- 1993: Der große Kürbis (Il grande cocomero)
- 1994: Con gli occhi chiusi
- 1996: Ferie d’agosto
- 1996: El día de la bestia
- 1997: Ovosodo
- 1998: L’albero delle pere
- 1998: Il Guerriero Camillo
- 2001: Domani
- 2004: Gabbiani. Studio su ‘Il gabbiano’ di Anton Cechov (Dokumentarfilm)
- 2007: Lezioni di volo
- 2009: Eine Sache des Herzens (Questione di cuore)
- 2011: Der Italiener
- 2014: Parole Povere – Regie:  Francesca Archibugi
- 2015: Il Nome del Figlio – Regie: Francesca Archibugi
- 2017: Gli Sdraiati – Regie:  Francesca Archibugi, nominiert für den Globo D'oro „Migliore Musica“
- 2018: Il Grande Salto – Regie: Giorgio Tirabassi
- 2018: Romanzo Famigliare – Regie: Francesca Archibugi
- 2019: Vivere – Regie: Francesca Archibugi
- 2022: Der Kolibri – Chronik einer Liebe (Il colibrì)